# Zhangli, Henan
Zhangli (kinesiska: 张里, 张里乡) är en socken i Kina. Den ligger i provinsen Henan, i den centrala delen av landet, omkring 270 kilometer sydost om provinshuvudstaden Zhengzhou. Antalet invånare är 22 541. Befolkningen består av 11 725 kvinnor och 10 816 män. Barn under 15 år utgör 24,0 %, vuxna 15-64 år 62 %, och äldre över 65 år 12,0 %.
Genomsnittlig årsnederbörd är 1 111 millimeter. Den regnigaste månaden är september, med i genomsnitt 197 mm nederbörd, och den torraste är januari, med 18 mm nederbörd.